# Жанибекский район
Жанибе́кский райо́н (каз. Жәнібек ауданы) — административный район Казахстана, расположен в Западно-Казахстанской области Казахстана. Административный центр района — село Жанибек.

## Физико-географическая характеристика
Расстояние от района до областного центра города Уральск — 454 км.
Рельеф территории района в основном равнинный. Разведаны запасы естественных строительных материалов. По территории района протекают pеки Малый Узень, Ащиозек и другие. Имеется обводнительно-оросительная система общей протяжённостью 648 км, подающая волжскую воду.
Климат континентальный. Средние температуры января от −12 °С до −13 °С, июля +23 — +24 °С. Среднегодовое количество атмосферных осадков 200—300 мм.
Почвы солонцовые, тёмно-каштановые, каштановые. Растительность — в основном степная и полупустынная, южную часть района занимает песчаная пустыня. Растут ковыль, типчак, полынь; вдоль рек — заливные луга, сенокосы, камышовые заросли. Обитают волк, лисица, заяц, сайгак, степной хорёк, суслик, тушканчик, хомяк и другие.

## История
10 марта 2000 года Указом президента Казахстана транскрипция названия Джаныбекского района на русском языке была изменена на Жанибекский район.

## Население
Национальный состав (на начало 2019 года):
- казахи — 15 839 чел. (98,09 %)
- русские — 235 чел. (1,46 %)
- другие — 73 чел. (0,45 %)
- Всего — 16 147 чел. (100,00 %)

## Административно-территориальное деление
Жанибекский район состоит из 9 сельских округов, в составе которых находится 18 сёл:
| Округа                        | Населённые пункты                                      |
| Акобинский сельский округ     | село Акоба                                             |
| Борсинский сельский округ     | село Борсы, село Тегисшил                              |
| Жаксыбайский сельский округ   | село Жаксыбай, село Акадыр                             |
| Жанибекский сельский округ    | село Жанибек                                           |
| Камыстинский сельский округ   | село Камысты                                           |
| Куйгенкольский сельский округ | село Жаскайрат, село Онеге, село Курсай, село Колтабан |
| Таловский сельский округ      | село Таловка, село Майтубек                            |
| Тауский сельский округ        | село Тау, село Жумаев, село Жигер                      |
| Узункульский сельский округ   | село Узункол, село Енбекши                             |

## Инфраструктура
Имеются хлебо- и маслозаводы, элеватор, нефтебаза, строительные и транспортные предприятия. По территории района проходят железная дорога Саратов — Астрахань и автомобильные дороги Жанибек — Казталовка, Жанибек — Таловка.